# Banca Agricolă a Chinei
Banca Agricolă a Chinei este a doua cea mai mare bancă din China. Banca a fost fondată la 10 iulie 1951 și are sediul în Beijing. Banca mai are sucursale în Hong Kong, Londra, Tōkyō,New York, Frankfurt, Seul și Singapore.
Banca are peste 320 de milioane de clienți, 2,7 milioane de clienți corporativi și aproape 24.000 de sucursale. Ea este considerată o bancă de importanță sistemică de către Consiliul pentru Stabilitate Financiară.